# Jelena Lazarević
Jelena Lazarević (in serbo Јелена Лазаревић?, anche nota come Lena, Elena e coi cognomi dei suoi mariti Balšić, Hranić e Kosača; Prilepac, 1366 – Beška, 1443) è stata una principessa serba, figlia del despota Lazar di Serbia. È nota per la sua forte personalità, che le permise di governare tramite i due mariti e il figlio, e per la sua corrispondenza, in particolare con Nikon di Gerusalemme.

## Nome

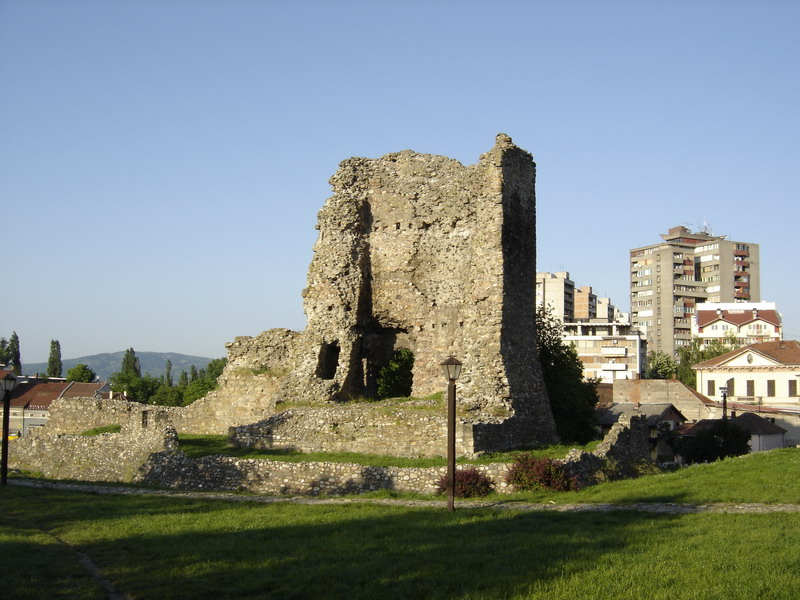
Fortezza di Kruševac, dove crebbe Jelena.

Nata Jelena Lazarević di Serbia, è nota anche come Lena o Elena, nonché col soprannome di "la Dotta". A seguito dei suoi matrimoni, divenne nota anche come Jelena Balšić, Jelena Hranić o Jelena Kosača, nonché come Jelena Balšić-Hranić. In un documento veneziano del 1409, è chiamata "Magnifica Domina Elena".

## Biografia

### Origini
Jelena Lazarević nacque nel 1366 a nella Fortezza di Prilepac, in Serbia, dal despota Lazar, fondatore della Serbia Moravica, e da sua moglie, la principessa Milica.
Passò l'infanzia e l'adolescenza a Kruševac, fino a quando, nel 1386, venne data in sposa a Đurađ II Balšić, signore di Zeta, da cui ebbe il suo unico figlio, Balša III (1387 - 1415). Tramite la figlia di Balša, anche lei chiamata Jelena, fu bisnonna della regina Caterina di Bosnia.

### Matrimonio con Đurađ II Balšić

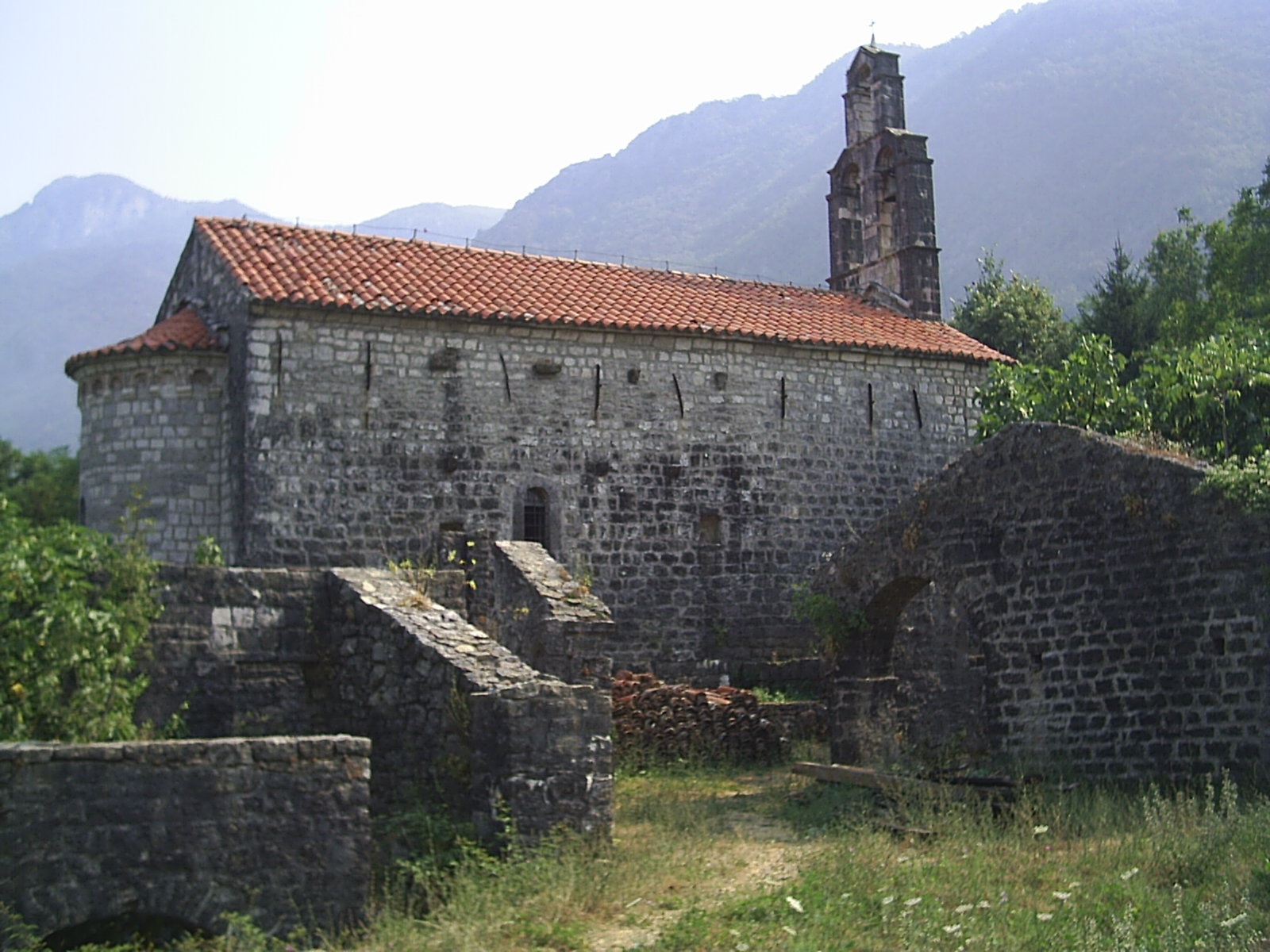
Monastero di Donji Brčeli, fondato da Jelena.

Tramite il matrimonio di Jelena con Đurađ, suo padre riuscì a portare sotto la sua autorità quasi l'intero principato di Zeta.
Jelena visse lì fino al 1392, quando fuggì, tramite una galea da loro offerta, nella Repubblica di Ragusa per sfuggire agli ottomani di Bayezid I. Đurađ fu invece imprigionato e rilasciato solo dopo la cessione agli ottomani di Scutari, che riconquistò nel 1395, ma solo per cederla a Venezia insieme a numerosi altri territori. Jelena, tuttavia, era fortemente avversa ai veneziani e contraria a cedere loro terreni, perché con la loro politica commerciale riducevano significativamente le entrate di Zeta ostacolando i commerci da, fra e verso Zetan, Péc e i monasteri ortodossi i locali, e già prima della guerra di Scutari (1405) aveva protestato con loro per la definizione delle aree di potere di Zetan, in particolare sui territori vicino al fiume Bojana.
Il potere di Jelena aumentò nel 1403, quando suo marito morì per le ferite riportate l'anno prima nella battaglia di Tripolje, combattendo con Stefan Lazarević contro Đurađ Branković, e lei divenne di fatto reggente per conto del figlio, Balša III, il quale seguì fedelmente le istruzioni della madre a favore della chiesa serba contro Venezia.

### Prima guerra di Scutari

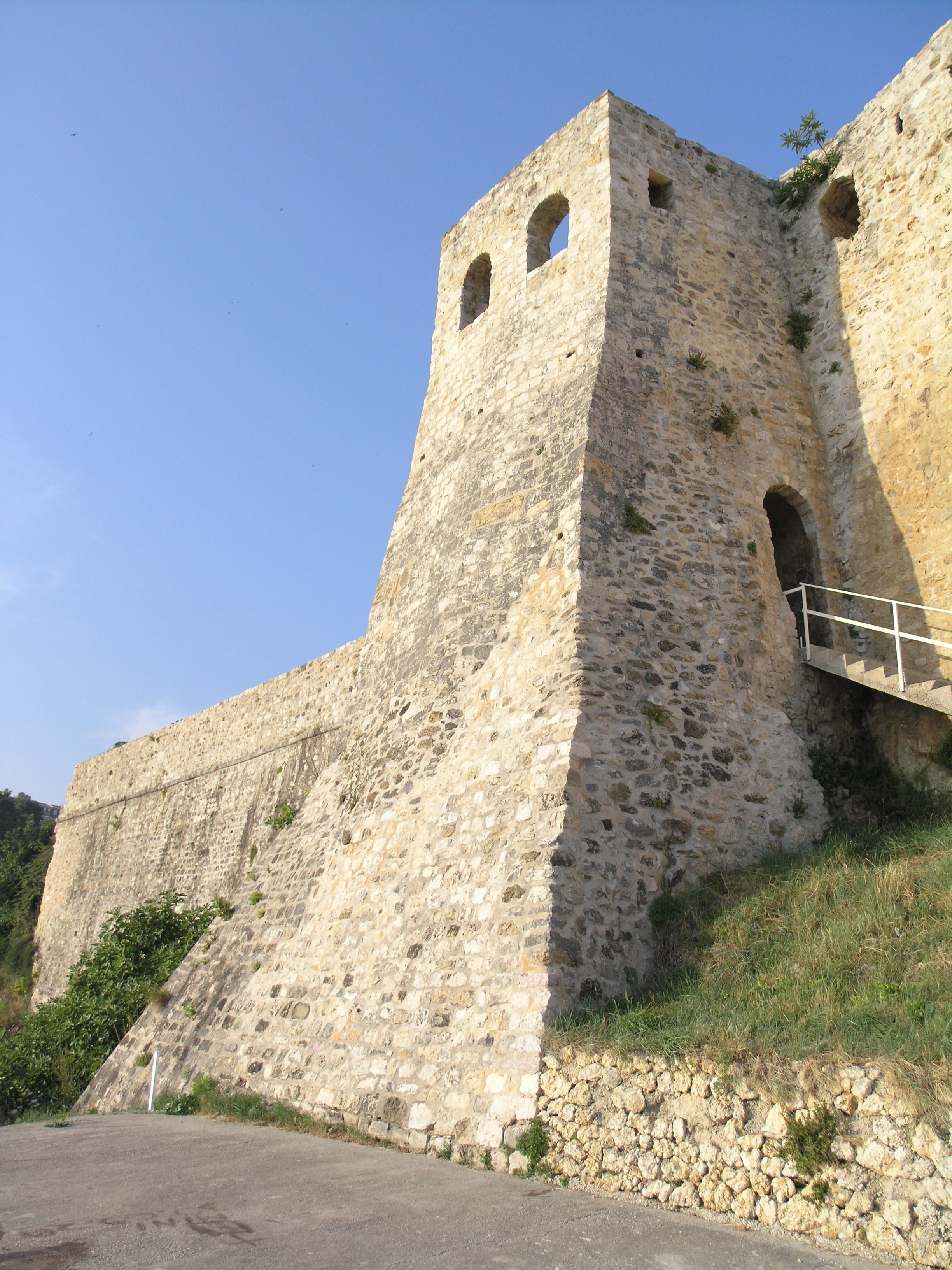
Castello di Dulcigno, sede dei Balšić.

Nel 1405 Balša III, su istruzioni di Jelena, dichiarò guerra a Venezia. Inizialmente, riuscì a riconquistare l'intera regione di Scutari ad eccezione della sua Fortezza, ma presto i veneziani risposero conquistando tutti i principali porti di Zeta, fra cui Dulcigno (dove risiedevano Balša e Jelena, che fuggirono a Drivasto), Antivari e Budua, e offrirono 2.000 ducati d'oro per la morte di madre e figlio.
Nel 1409, Jelena cedette e decise di recarsi a Venezia per negoziare la pace, ma arrivata a Ragusa non poté procedere perché l'Adriatico era bloccato dalle galee napoletane schierate anch'esse contro Venezia. Nel frattempo, il 9 luglio, i veneziani acquistarono da Ladislao di Napoli, per 100.000 ducati, l'intera costa dalmata, neutralizzando la minaccia marittima di Napoli e riducendo anche il potere negoziale di Jelena. Quando finalmente giunse a Venezia, alla fine di luglio, era ormai priva di risorse finanziarie, tanto che il suo soggiorno, durato tre mesi, dovette essere pagato dalla stessa Venezia, che le assegnò una rendita di tre ducati giornalieri. Il 26 ottobre, Jelena e il doge Michele Steno firmarono un accordo di pace della durata di un anno, in cui ogni parte manteneva i territori attualmente sotto il proprio controllo. Jelena tornò a Zeta grazie a un dono di 100 ducati pagatole da Ragusa. L'accordo firmato non fu mai rispettato totalmente e gli scontri continuarono, anche senza la guerra aperta, fino ad esaurirsi nel 1412, senza vincitori.

### Matrimonio con Sandalj Hranić

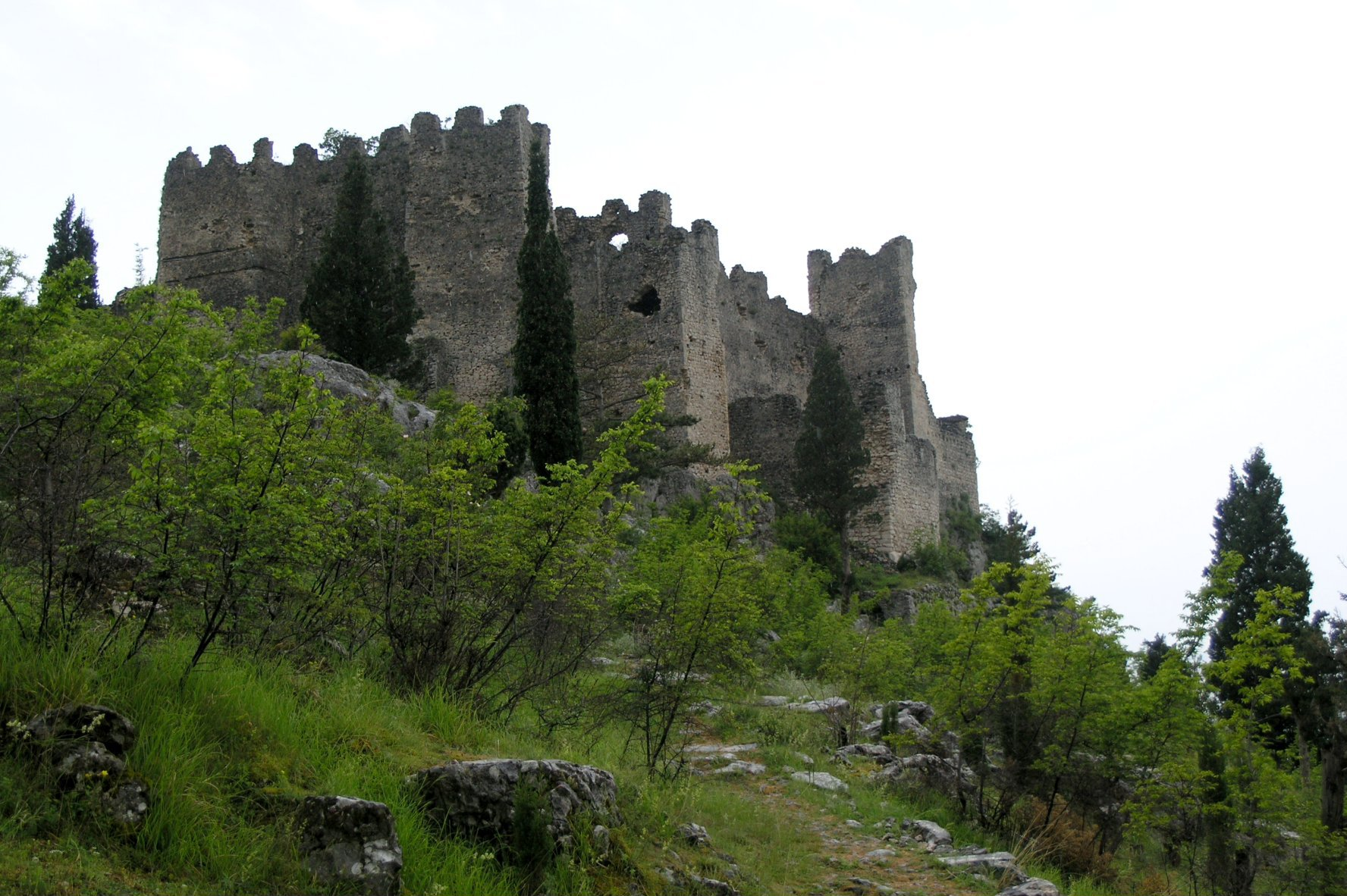
Castello di Blagaj, sede di Sandalj Hranić.

Dopo la cessione della Dalmazia a Venezia, diversi principi balcanici cercarono un'alleanza con l'imperatore Sigismondo, oltre a nominare Ostoja re di Bosnia. Questo indebolì la posizione di Hrvoje Vukčić Hrvatinić, granduca di Bosnia, la cui nipote Caterina era sposata con Sandalj Hranić, granduca di Zaclumia. A metà 1411 Sandalj approfittò della situazione e si alleò con Stefano III Lazarević, vicino a Sigismondo, ripudiando la moglie nel dicembre 1411 e sposando immediatamente Jelena, sorella di Stefano, creando una netta frattura fra lui e Vukčić. Da parte sua, Jelena accettò le nozze per procurarsi alleati per conto del figlio, trasformando quello che era stato un nemico in un protettore privilegiato. Sebbene Jelena avesse quasi quarant'anni, Sandalj sperava potesse dargli un erede, di cui ancora era sprovvisto malgrado due matrimoni precedenti, e aprì un conto a Ragusa a nome del futuro figlio, che non ci fu mai.
Jelena si trasferì alla corte del marito a Blagaj, in Erzegovina, anche se dal 1424 iniziò a trascorrere quasi l'intero anno nella sede invernale di Novi, insieme a sua sorella Olivera. Balša III di conseguenza rimase l'unico sovrano di Zeta, anche se sua madre continuò a monitorarne gli affari, ad esempio patrocinando la costruzione del monastero di Praskvica.
Nel febbraio 1426, Jelena si recò a Ragusa in occasione della festa di San Biagio, per chiedere al governo di poter essere sepolta nella chiesa che intendeva costruire in città. Inizialmente, tale richiesta le venne accordata, ma solo se avesse solo ceduto Novi, rivale nel commercio di sale, tuttavia le trattative trascinarono fino alla morte di Sandalj nel 1435. Rimasta nuovamente vedova, Jelena si ritirò dalla politica e si trasferì a Novi, mentre il granducato passo a un nipote di Sandalj. A quel punto, i ragusani negarono la precedente richiesta di Jelena, anche se era sostenuta da Đurađ Branković di Serbia, figlio di sua sorella Mara, attribuendo il motivo alla mancata autorizzazione del Papa.

### Manoscritto di Gorizia

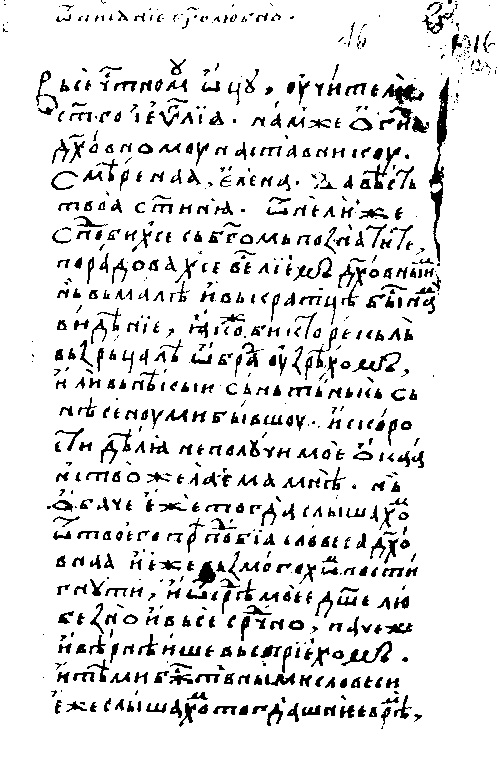
Pagina del Manoscritto

Dal testamento di Jelena, redatto il 25 novembre 1442, si può desumere che era in possesso di una vasta biblioteca e che era una prolifica scrittrice di epistole. Tuttavia, di tutta la sua corrispondenza, solo tre lettere indirizzate al suo consigliere spirituale, Nikon di Gerusalemme, sono state conservate, essendo incluse nel cosiddetto Manoscritto di Gorizia, a oggi noto tramite la copia Otpisanije bogoljubno.
Jelena ne aveva commissionato una copia, oggi perduta, tramite il suo cancelliere Doberko Marinić. La copertina del libro era stata commissionata a Andrija Izat, noto orafo di Cattaro, ed è stata descritta come d'argento dorato, decorata da un'incisione che rappresentava Gesù.

### Morte
Jelena morì nel 1443 a Beška, nel Despotato di Serbia, all'età di circa settantasette anni. È stata sepolta all'interno della Chiesa della Santa Madre nel monastero locale, che lei stessa aveva provveduto a restaurare, più precisamente in una cripta nell'ala occidentale, vicino al muro meridionale.
Nel 2002, dopo la ristrutturazione della Chiesa, le sue ossa furono collocate in una nuova teca offerta dalla Metropolia di Montenegro, che nel 2006 le ha anche attribuito il titolo di Blagovjerna.

## Discendenza
Jelena ebbe un unico figlio, nato dal suo primo matrimonio con Đurađ Balšić:
- Balša III (1487 - 28 aprile 1421). Quinto e ultimo principe Balšić di Zeta, si sposò due volte:
  - Nel 1407, sposò Mara Thopia, figlia di Niketa Thopia, ebbero una figlia:
    - Jelena Balšić (1407 - 1453). Nel 1424 sposò Stefano Vukčić Kosača, signore dell'Erzegovina e duca di San Sava. Ebbero quattro figli, tre maschi, Ladislao, Vlatko e Stefano Hercegović (più noto col suo nome da convertito, Hersekli Ahmed Pascià), e una femmina, la regina Caterina di Bosnia.

  - Fra la fine del 1412 e l'inizio del 1413, sposò Boglia Zaharia, figlia Koja Zaharia. Ebbero un figlio e una figlia: 
    - Figlio (m. 1415). Con la sua morte prematura, si estinse la linea maschile dell'ultimo ramo di casa Balšić ancora cristiano.
    - Teodora Balšić (m. post 1456). Sposò Pietro Vojsalic, voivoda di Bosnia.

## Eredità
A oggi, in Serbia, Jelena è ricordata come una donna colta e dalla grande personalità, al pari di sua madre Milica, e come una strenua difenditrice della cultura e della Chiesa serba.
Ben valutata anche come scrittrice, nel 2007 è stato istituito il premio letterario biennale "Jelena Balšić", promosso dalla Metropolia del Montenegro.

### Leggende
Nei Balcani, Jelena è protagonista di diverse leggende, ma la più diffusa è quella secondo cui, prima di sposare Đurađ, avrebbe sposato Miloš Obilić, il leggendario guerriero serbo che avrebbe ucciso in battaglia il sultano ottomano Murad I. La leggenda racconta che, mentre era sposata con Sandalj, un ospite le chiese scherzosamente quale marito avesse preferito, al che lei rispose che avrebbe rinunciato senza problemi sia a Đurađ che a Sandalj per rivedere Miloš una sola volta, risposta che avrebbe offeso molto Sandalj, al punto che Jelena dovette lasciare la corte per tornare a Zeta. Durante il viaggio, vicino a un cespuglio di ortiche, avrebbe segretamente partorito un bambino da cui sarebbe discesa la famiglia Koprivica (da kopriva, ortica).

### Ulteriori letture
- (SR) Čedomilj Mijatović, Kneginja Jelena Balšićka [Countess Jelena of Balšićs], Belgrade, Jovanović i Vujić, 1932, OCLC 35021805.
- Mira Milojković, Gospođa moli za častan mir, Euro Miss, 1997. URL consultato il 18 gennaio 2013. – a novel
- Tošić Đuro T., Sandaljeva udovica Jelena Hranić (PDF), in Zbornik radova[collegamento interrotto], Vizantološki institut (Srpska akademija nauka i umetnosti), 2004. URL consultato il 5 maggio 2013.
- (SR) Ljubiša Đidić, Kneginja Jelena Balšić : monodrama [Countess Jelena Balšić, monodrama], Kruševac, Istorijski arhiv, 2010, ISBN 9788682395638, OCLC 792742923.
- (SR) Marija Maja D. Nedeljković, Blagoverna Jelena Lazareva Balšić, Svetigora.